# Shandong Jindalu Vehicle

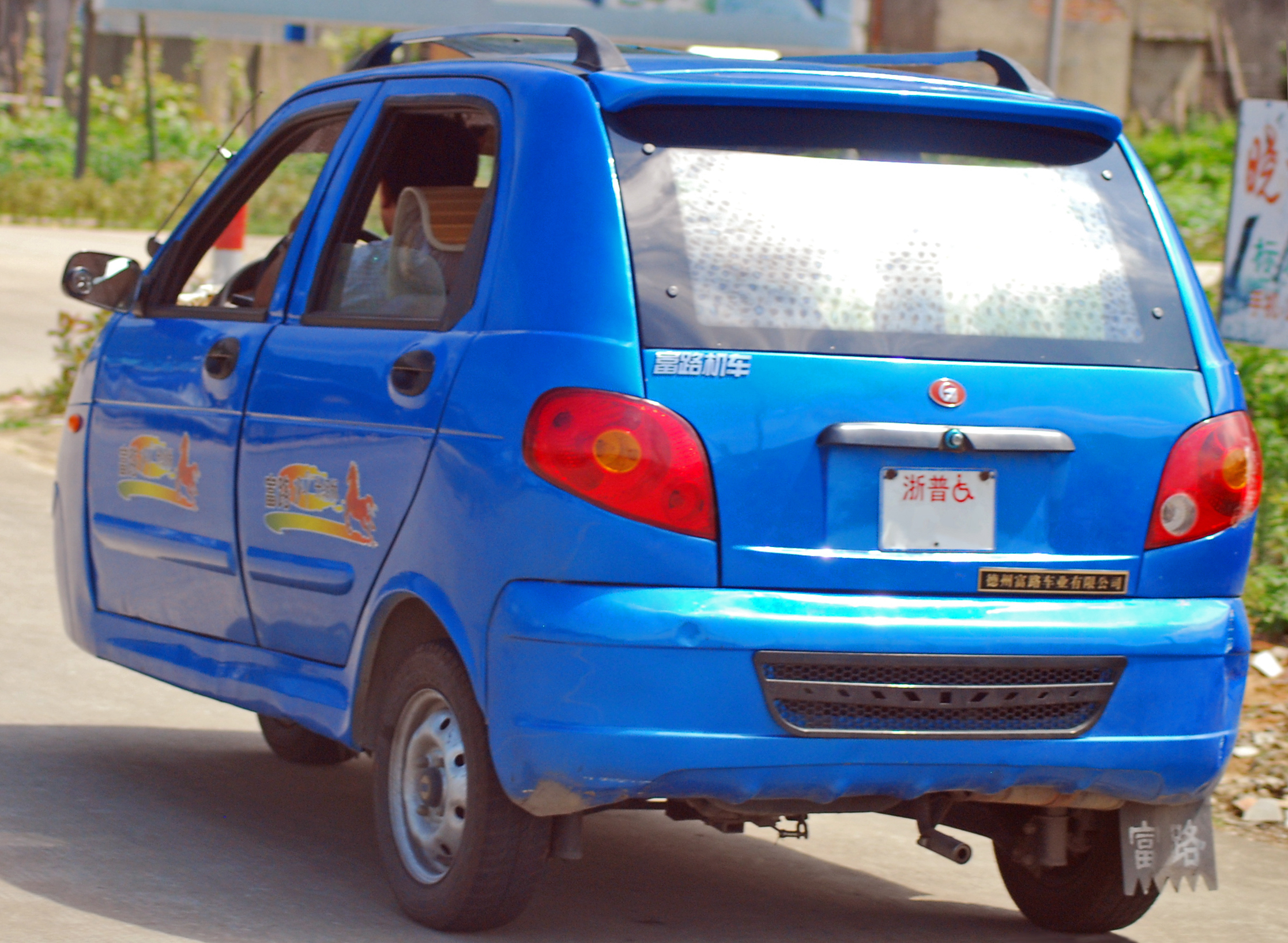
Fulu FL 250 ZK-7

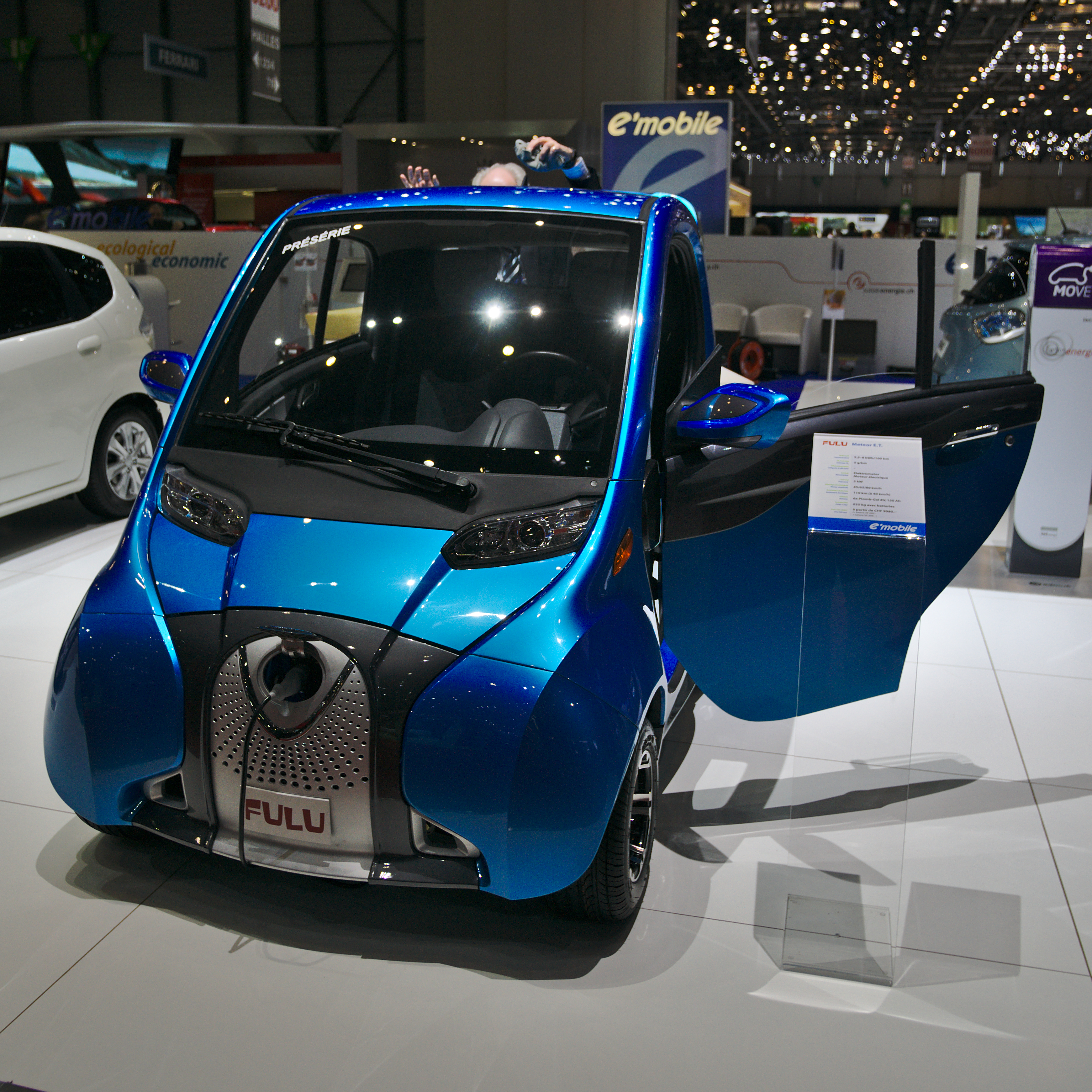
Fulu

Shandong Jindalu Vehicle Co. Ltd. ist ein Hersteller von Automobilen aus der Volksrepublik China.

## Unternehmensgeschichte
Das Unternehmen wurde 2000 in Dezhou gegründet. Bloomberg L.P. nennt als Gründungsdatum den 18. November 2000 für Shandong Jindalu Vehicles Industry. Die Produktion von Automobilen begann. Der Markenname lautet Fulu.
Laut einer Quelle wurde 2007 zusammen mit ZAP ein Joint Venture namens Dezhou Fulu Vehicle gegründet. Nach einer Angabe von Dezhou Fulu Vehicle wurde dieses Unternehmen allerdings bereits 2005 gegründet. An anderer Stelle gibt Dezhou Fulu Vehicle an, 2006 offiziell gegründet worden zu sein, mit den Vorgängern Lingxian Tianpeng Motorcycle und Shandong Jindalu ab 2000. Eine andere Quelle meint, beide Firmierungen würden das gleiche Unternehmen betreffen.
Anlässlich der Präsentation eines Elektroautos auf dem Genfer Auto-Salon 2014 verfasste Focus Online einen kritischen Bericht.

## Fahrzeuge
2008 standen zwei Modelle im Sortiment. Der Fuxing hatte einen Ottomotor. In der Ausführung C FL 250 ZK-F 1 war es ein Einzylindermotor mit 229 cm³ Hubraum und in der Ausführung D FL 650 ZK-F 1 ein Zweizylindermotor mit 644 cm³ Hubraum. Die Motorleistung eines der Motoren war mit 12,5 kW angegeben. Die Fahrzeuge waren bei einem Radstand von 2100 mm 3260 mm lang, 1480 mm breit und 1505 mm hoch. Das Leergewicht war mit 638 kg bis 710 kg angegeben. Die Karosserie hatte vier Türen.
Das andere Modell war der Xiaoguizu in den Ausführungen FL 3000 und 5000 E. Sie hatten einen Elektromotor mit wahlweise 3 kW oder 5 kW Leistung. Das Fahrzeug war 2950 mm lang, 1340 mm breit und 1530 mm hoch und wog 780 kg. Die Höchstgeschwindigkeit war mit 40 km/h angegeben.
2016 standen drei- und vierrädrige Fahrzeuge mit Otto- und Elektromotoren als Personenkraftwagen und Pick-ups in Angebot.